# Litsea brookeana
Litsea brookeana är en lagerväxtart som beskrevs av Kostermans. Litsea brookeana ingår i släktet Litsea och familjen lagerväxter. Inga underarter finns listade i Catalogue of Life.